# パターソン駅 (スカイトレイン)

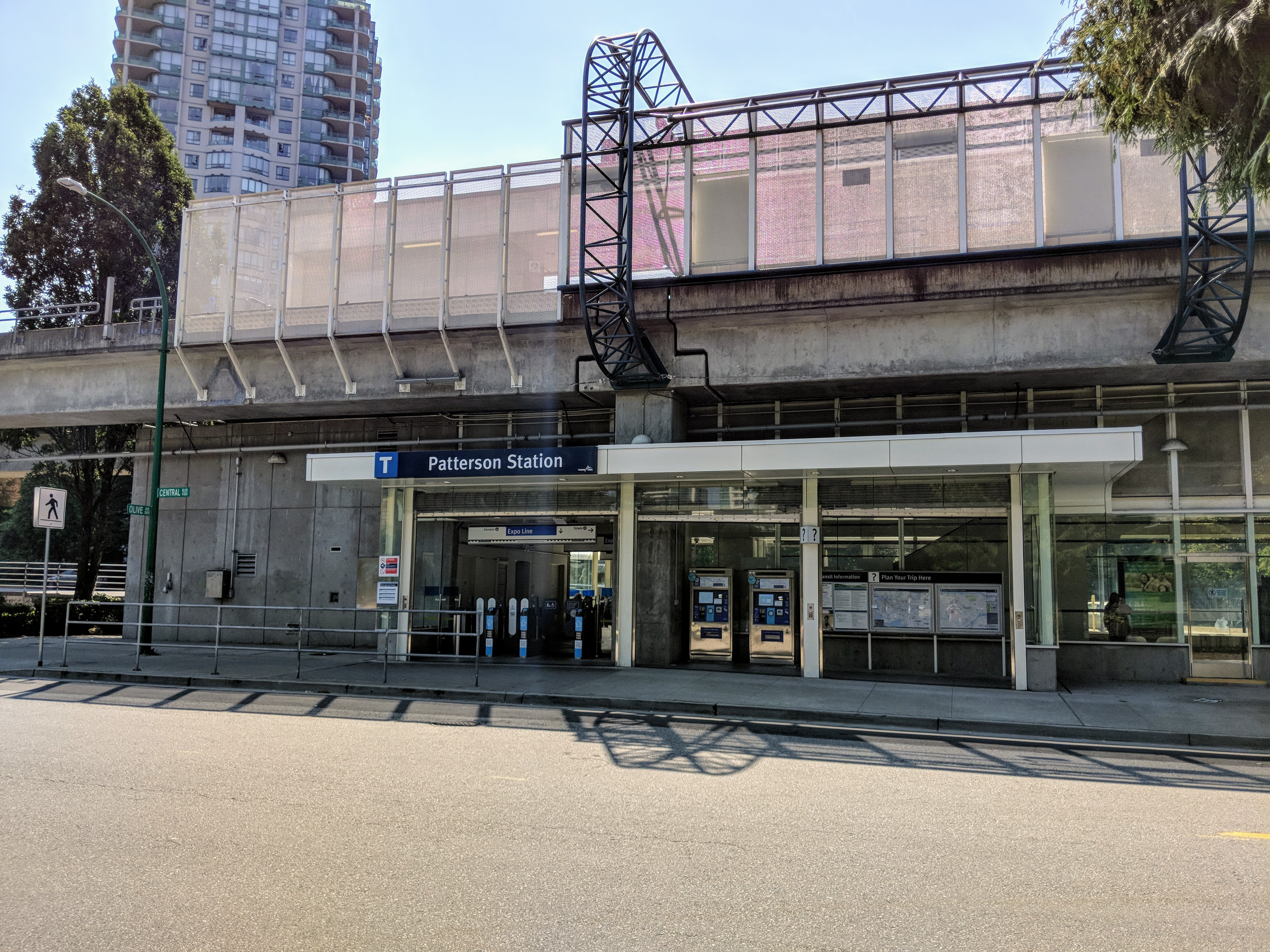
パターソン駅外部

パターソン駅（パターソンえき、英: Patterson Station）は、カナダ・ブリティッシュコロンビア州バーナビーにある、スカイトレインエキスポ・ラインの駅である。
1985年12月11日に開業した。

## 駅構造
島式1面2線の駅。高架ホームは1つのホームをエキスポラインが使用している。
| ホーム | 路線            | 行先                                        |
| ------ | --------------- | ------------------------------------------- |
| 1      | ■エキスポライン | ウォーターフロント駅方面                    |
| 2      | ■エキスポライン | プロダクション・ウェイ-ユニバーシティ駅方面 |
| 2      | ■エキスポライン | キング・ジョージ駅方面                      |

## 駅周辺
施設
- 中央公園

バス路線
| ホーム | 路線                   |
| ------ | ---------------------- |
| 1      | 129 系統・ホルドム駅   |
| 2      | 129 系統・パターソン駅 |
| 3      | 降車専用               |

## 隣の駅
■ エキスポ・ライン
ジョイス・コリングウッド駅 - パターソン駅 - メトロタウン駅